# Liste der Pfarren im Dekanat Bad Ischl
Das Dekanat Bad Ischl ist ein Dekanat der römisch-katholischen Diözese Linz.

## Pfarren mit Kirchengebäuden und Kapellen
| Ort                           | Pfarrverband | Patrozinium            | Kirchengebäude und Kapellen                                                                           | Bild                       |
| Bad Goisern am Hallstättersee | Bad Goisern  | Hl. Martin             | Pfarrkirche Bad Goisern Filialkirche St. Agatha                                                       | Pfarrkirche Bad Goisern    |
| Bad Ischl                     | Bad Ischl    | Hl. Nikolaus           | Stadtpfarrkirche Bad Ischl Kalvarienbergkirche, Salzbergkapelle, Friedhofskapelle                     | Stadtpfarrkirche Bad Ischl |
| Ebensee am Traunsee           | Ebensee      | Hl. Josef              | Pfarrkirche Ebensee am Traunsee Filialkirche Ebensee-Roith, Feuerkogel-Kapelle, Kalvarienberg Ebensee | Pfarrkirche Ebensee        |
| Gosau                         | Bad Goisern  | Hl. Sebastian          | Pfarrkirche Gosau Kalvarienberg Gosau                                                                 | Pfarrkirche Gosau          |
| Hallstatt                     | Bad Goisern  | Mariä Himmelfahrt      | Pfarrkirche Hallstatt Kalvarienbergkirche, Filialkirche Hl. Michael, Benefizum Lahn                   | Pfarrkirche Hallstatt      |
| Lauffen                       | Bad Ischl    | Mariä Himmelfahrt      | Pfarrkirche Lauffen                                                                                   | Pfarrkirche Laufen         |
| Obertraun                     | Bad Goisern  | Hllgst. Dreifaltigkeit | Pfarrkirche Obertraun Dachsteinkapelle, Krippensteinkapelle                                           | Pfarrkirche Obertraun      |
| Pfandl                        | Bad Ischl    | Maria an der Straße    | Pfarrkirche Pfandl                                                                                    | Pfarrkirche Pfandl         |
| St. Wolfgang                  | Bad Ischl    | Hl. Wolfgang           | Pfarr- und Wallfahrtskirche St. Wolfgang Friedhofskapelle                                             | Pfarrkirche Sankt Wolfgang |

## Dekanat Bad Ischl
Das Dekanat umfasst neun Pfarren.

## Dechanten
- seit ? Alois Rockenschaub